# Precis som du
"Precis som du" är en poplåt skriven av Mauro Scocco och framförd av Irma Schultz, då den låg på Svensktoppen i 21 veckor under perioden 22 september 1991–16 februari 1992, med tredjeplats som högsta placering där. Låten utgör öppningsspåret på albumet Irma från 1991. Popgruppen Miio spelade 2003 in en cover.

## Listplaceringar
| Lista (1991) | Position |
| ------------ | -------- |
| Sverige      | 23       |